# Basket Cavezzo 2007-2008
Questa voce raccoglie le informazioni riguardanti il Basket Cavezzo nelle competizioni ufficiali della stagione 2007-2008.

## Stagione
Nella stagione 2007-2008 l'Acetum Cavezzo ha disputato la Serie A2.

## Verdetti stagionali
- Serie A2: (30 partite)

stagione regolare: 6º posto su 16 squadre (20-10);
- Coppa Italia di Serie A2: (2 partite)

Finale 3º posto vinta contro Reggio Emilia (62-58).

## Rosa
|    | Naz.               | Ruolo | Sportivo            | Anno | Alt. |  |  |
| -- | ------------------ | ----- | ------------------- | ---- | ---- |  |  |
| 4  | Italia (bandiera)  | P     | Giorgia Balboni     | 1990 | 170  |  |  |
| 4  | Romania (bandiera) | AC    | Simina Mandache     | 1981 | 185  |  |  |
| 5  | Italia (bandiera)  | A     | Eleonora Costi      | 1983 | 180  |  |  |
| 6  | Italia (bandiera)  | AC    | Marica Maranini     | 1978 | 184  |  |  |
| 7  | Italia (bandiera)  | PG    | Valeria Zanoli      | 1984 | 170  |  |  |
| 8  | Italia (bandiera)  | A     | Masa Goldoni        | 1975 | 181  |  |  |
| 11 | Italia (bandiera)  | P     | Giulia Monica       | 1987 | 169  |  |  |
| 13 | Italia (bandiera)  | P     | Chiara Catellani    | 1989 | 172  |  |  |
| 13 | Italia (bandiera)  | AC    | Alessandra Visconti | 1987 | 187  |  |  |
| 15 | Italia (bandiera)  | P     | Silvia Franciosi    | 1980 | 172  |  |  |
| 17 | Italia (bandiera)  | A     | Cecilia Malavasi    | 1984 | 180  |  |  |
| 19 | Italia (bandiera)  | G     | Francesca Cantore   | 1990 | 171  |  |  |
| 20 | Italia (bandiera)  | P     | Erika Gozzi         | 1990 | 168  |  |  |

## Risultati

### Coppa Italia di Serie A2

#### Semifinale
| Arbitri: | Herbert Svolacchia Paolo Lestingi |

|             |          |              |
| Mandache 18 | Punti    | 27 Sordi     |
| Costi 11    | Rimbalzi | 13 Skrastiņa |

#### Finale 3º-4º posto
| Arbitri: | Luciano Sarra Stefano Giampietro |

|                      |          |                     |
| Zanoli 15            | Punti    | 23 Twehues          |
|                      | Assist   | 2 Scanzani, Twehues |
| Malavasi, Mandache 6 | Rimbalzi | 15 Twehues          |

## Statistiche

### Statistiche di squadra
| Competizione             | Punti | In casa | In casa | In casa | In casa | In casa | In trasferta | In trasferta | In trasferta | In trasferta | In trasferta | Totale | Totale | Totale | Totale | Totale | Totale |
| Competizione             | Punti | G       | V       | P       | Ptf     | Pts     | G            | V            | P            | Ptf          | Pts          | G      | V      | P      | Ptf    | Pts    | Diff.  |
| ------------------------ | ----- | ------- | ------- | ------- | ------- | ------- | ------------ | ------------ | ------------ | ------------ | ------------ | ------ | ------ | ------ | ------ | ------ | ------ |
| Serie A2                 | 40    | 15      | 10      | 5       | 1086    | 891     | 15           | 10           | 5            | 1071         | 989          | 30     | 20     | 10     | 2157   | 1880   | +277   |
| Coppa Italia di Serie A2 |       | -       | -       | -       | -       | -       | 2            | 1            | 1            | 129          | 129          | 2      | 1      | 1      | 129    | 129    | 0      |
| Totale                   |       | 15      | 10      | 5       | 1086    | 891     | 17           | 11           | 6            | 1200         | 1118         | 32     | 21     | 11     | 2286   | 2009   | +277   |

### Statistiche delle giocatrici
| Giocatrice          | Partite | Partite | Min. | Pun | Tiri da 2 | Tiri da 2 | Tiri da 2 | Tiri da 3 | Tiri da 3 | Tiri da 3 | Tiri Liberi | Tiri Liberi | Tiri Liberi | Rimbalzi | Rimbalzi | Rimbalzi | Palle | Palle | Stopp. | Stopp. | Ass | Falli | Falli | Val. |
| Giocatrice          | Pr      | PG      | Min. | Pun | R         | T         | %         | R         | T         | %         | R           | T           | %           | D        | O        | T        | P     | R     | S      | D      | Ass | F     | S     | Val. |
| ------------------- | ------- | ------- | ---- | --- | --------- | --------- | --------- | --------- | --------- | --------- | ----------- | ----------- | ----------- | -------- | -------- | -------- | ----- | ----- | ------ | ------ | --- | ----- | ----- | ---- |
| Giorgia Balboni     | 4       | 2       | 3    | 0   |           |           |           | 0         | 1         | 0         |             |             |             |          |          |          |       |       |        |        |     |       |       | -1   |
| Francesca Cantore   | 4       | 0       |      | 0   |           |           |           |           |           |           |             |             |             |          |          |          |       |       |        |        |     |       |       |      |
| Chiara Catellani    | 29      | 18      | 48   | 8   | 2         | 6         | 33        | 0         | 7         | 0         | 4           | 4           | 100         |          | 2        | 2        | 8     | 1     |        |        | 3   | 7     | 3     | -9   |
| Eleonora Costi      | 30      | 30      | 1001 | 412 | 115       | 219       | 53        | 37        | 109       | 34        | 71          | 111         | 64          | 143      | 39       | 182      | 94    | 67    | 3      | 10     | 39  | 102   | 108   | 403  |
| Silvia Franciosi    | 30      | 30      | 763  | 202 | 63        | 132       | 48        | 11        | 41        | 27        | 43          | 61          | 70          | 68       | 33       | 101      | 47    | 29    | 6      | 6      | 12  | 52    | 58    | 186  |
| Masa Goldoni        | 30      | 30      | 552  | 169 | 21        | 63        | 33        | 38        | 88        | 43        | 13          | 23          | 57          | 46       | 14       | 60       | 28    | 24    | 2      | 3      | 12  | 72    | 29    | 93   |
| Erika Gozzi         | 3       | 1       | 1    | 0   |           |           |           |           |           |           |             |             |             |          |          |          |       |       |        |        |     |       |       |      |
| Cecilia Malavasi    | 30      | 30      | 555  | 124 | 37        | 85        | 44        | 5         | 20        | 25        | 35          | 65          | 54          | 60       | 41       | 101      | 47    | 27    | 9      | 2      | 8   | 69    | 71    | 115  |
| Simina Mandache     | 30      | 30      | 967  | 502 | 166       | 366       | 45        | 32        | 97        | 33        | 74          | 86          | 86          | 138      | 69       | 207      | 71    | 78    | 3      | 23     | 36  | 85    | 82    | 492  |
| Marica Maranini     | 21      | 6       | 119  | 50  | 23        | 39        | 59        | 1         | 2         | 50        | 1           | 2           | 50          | 21       | 7        | 28       | 8     | 12    |        | 1      | 3   | 5     | 5     | 68   |
| Giulia Monica       | 29      | 28      | 427  | 72  | 17        | 37        | 46        | 7         | 25        | 28        | 17          | 24          | 71          | 24       | 19       | 43       | 39    | 19    | 1      |        | 10  | 48    | 32    | 43   |
| Alessandra Visconti | 30      | 30      | 649  | 222 | 69        | 158       | 44        | 12        | 42        | 29        | 48          | 61          | 79          | 128      | 49       | 177      | 52    | 40    | 7      | 12     | 9   | 85    | 55    | 239  |
| Valeria Zanoli      | 30      | 30      | 915  | 396 | 115       | 203       | 57        | 24        | 86        | 28        | 94          | 123         | 76          | 92       | 21       | 113      | 83    | 109   |        | 1      | 51  | 92    | 161   | 477  |